# 土佐巻き
土佐巻き（とさまき）は、カツオのたたきと生ニンニク、大葉などの薬味を巻いた太巻き寿司である。
高知県以外の寿司屋での提供は少ない。
昭和40年代に高知市内の「菊寿し」で観光客向けに考案されたのが発祥とされる。
カツオを下ごしらえする際、塩を振って30分ほど寝かせ、カツオ表面に浮いた水分をペーパータオルなどで拭き取ると、臭みがとれてうま味が増す。好みでネギを入れることもある。寿司を切る場合は、事前に包丁を水に浸け、刃をゆっくり引くように切ると断面が綺麗に仕上がる。